# Morsum
Morsum (nordfrisisk Muasem) er en landsby beliggende på den nordfrisiske vesterhavsø Silds i det nordvestlige Sydslesvig. Administrativt hører landsbyen under Sild Kommune i Nordfrislands kreds i den nordtyske delstat Slesvig-Holsten. Morsum er sogneby i Morsum Sogn. Sognet lå på Landskabet Sild i Utlande (Tønder Amt, Sønderjylland), da området tilhørte Danmark.

## Geografi
Landsbyen er beliggende i et hedelandskab i øens østlige del på Næsodde, hvor Hindenburgdæmningen binder øen til fastlandet. Morsum domineres af flere frisergårde. Til begge sider af landsbyen ligger Nationalpark Schleswig-Holsteinisches Wattenmeer (Slesvig-Holstensk Vadehav).
Den indtil 1970 selvstændige Morsum Kommune bestod af bydelene Store Morsum (tysk Großmorsum, nordfrisisk Guart Muasem), Lille Morsum (ty. Kleinmorsum, nordfr. Litj Muasem), Abort (nordfr. Abuurt), Holm (nordfr. Holerem), Klaphjørne (ty. og nordfr. Klampshörn), Næsodde (ty. Nösse, nordfr. Nösi), Skellinghjørne (ty. Schellinghörn, nordfr. Skelinghörn), Vester- og Øster Vold (ty. Wall, nordfr. Wal), Østerende (ty. Osterende, nordfr. Uasterjen). 1970 blev kommunerne Morsum Arksum, Kejtum og Tinnum til kommunen Sylt-Ost (1970-2008). 2009 blev Sylt-Ost en del af Sild Kommune.

## Historie
Muasem var i det 9. århundrede frisernes det første beboede område på sild. Bynavnet blev dokumenteret første gang i 1462. Dens senromanske kirke blev allerede opført i begyndelsen af 1200-tallet. Den hører som Sankt Severin Kirken i nabobyen Kejtum til de ældste kirker på Sild. Kirkens gotlandske døbefont er fra 1200-tallet. Kirkens fløjalter er opført i sengotisk stil. Dens prædikestol stammer fra baroktiden.
I det 15. og 16. århundrede blev området omkring byen flere gange affolket på grund af pesten. I 1840 havde Morsum 734 indbyggere, i 1850 767 indbyggere, i 1860 771 indbyggere og i 1867 758 indbyggere.
Landsbyen er et centrum for det sildfrisiske sprog. Gadenavene er overvejende på frisisk som for eksempel Dikwai (Digevej), Serkwai (Kirkevej) eller Gurtmuasem (Stor Morsum). Endnu i 1800-tallet konstateredes, at 85 % af indbyggerne udelukkende talte frisisk. 1989 blev kulturhuset Muasem Hüs indviet.
Ved siden af byen findes med store hedeområder og den op til 1800 meter lange og 20 meter høje klint Morsum Klev en enestående naturlandskab. Klinten blev allerede i 1923 fredet som et af de første naturområder på Sild. Ifølge sagnet har Morsum Klev sin røde farve fra et underjordisk folk, som huser her.
Den oprindelige forbindelse mellem Sild og fastlandet var fra Næsodde til Højer. På grund af ebbe og flod og stærk strøm, var overfarten i de flade små både uberegnelig. Derfor besluttede man i det 19. århundrede at bygge en havn i Kejtum. Først efter tilsandingen af havnen i Kejtum, oprettedes der i 1859 en ny havn og tilhørende by på stedet. Munkmarsk udviklede sig i de følgende årtier til øens hovedhavn med færgetrafik til Højer Sluse. Turisterne kunne herfra køres videre til Vesterland med den 1888 nyoprettede Sild Øbane. Færgehaven og øbanen havde stor økonomisk betydningen, inden den nye Hindenburgdæmning gjorde den overflødig.

## Galleri
- Morsum med dæmningen til fastlandet
- Frisergård i Morsum
- Frisergård i Morsum
- Detalje af frisergård i Morsum
- En bondefamilie, 1926 i Morsum